# Кировка (улица)
«Ки́ровка» — пешеходный участок улицы Кирова в центре Челябинска.
Долгое время называлась «Челябинским Арбатом», по ставшему нарицательным названию московского Арбата. Официальное название пешеходной части улицы — «Ки́ровка» — присвоено распоряжением главы города 13 сентября 2004 года после проведения конкурса на лучшее название.
Кировка проходит в пределах Центрального района, по южной части улицы Кирова от улицы Труда до проспекта Ленина и площади Революции.

## История
В 2000 году мэр Челябинска Вячеслав Михайлович Тарасов решил превратить улицу в культурный памятник, сделав её пешеходной. В дальнейшем на ней были размещены памятники согласно тематике зданий, возле которых стояли, различные бронзовые фигуры (нищего, гитариста, городового (возле дома облисполкома), крестьянина у открытой книги (у здания Законодательного собрания), пожарной бочки с пожарным (возле бывшей пожарной части), Александра Розенбаума с «Чёрным тюльпаном» (возле военной комендатуры), Левши, ветерана на скамейке (напротив бульвара Славы), почтальона (возле Главпочтамта) и т. д.). На улице расположены магазины, бутики, а также уютные кафе и прочие места развлечений. Здесь же находятся главпочтамт и нулевая верста Челябинской области.
Большая часть зданий на улице являются историческими и объектами культурного наследия, либо выявленными объектами культурного наследия: особняк Ахметова (Кирова, 147 / Карла Маркса, 109), Жилой дом облисполкома (Кирова, 177 / проспект Ленина, 54), Кинотеатр «Знамя» (Кирова, 112).
В 2007 году бронзовая скульптура Левши подверглась вандализму: была отпилена часть руки, держащей лупу. Позднее скульптура была успешно восстановлена, правда, линза в лупе была заменена на обычное стекло. В этом же году в центре «Кировки» был построен 23-этажный деловой центр «Челябинск-Сити», высота которого составляет 111 метров (со шпилем). Открытие делового центра состоялось 25 марта 2008 года. Это здание критикуют за то, что оно не вписывается в окружающий ландшафт, так как рядом с ним находятся здания XIX—XX веков.
В 2012 году отдыхающий решил сфотографироваться с Пожарным и обрушил скульптуру, которую пришлось демонтировать для реставрации. Скульптуру переустановили весной 2013. В 2020 году была проведена реконструкция улицы, в частности переустановка и реставрация скульптур, часть из них перемещена в горсад им. А. С. Пушкина.
В настоящий момент Кировка является излюбленным местом прогулок горожан, а также туристической достопримечательностью.

## Транспортные проблемы
Улица Кирова (ранее — Рабоче-Крестьянская, до революции — Уфимская и Екатеринбургская), частью которой является Кировка, — одна из первых улиц города, исторически бывшая одной из важнейших транспортных артерий дореволюционного Челябинска.
В конце XX века часть улицы Кирова (от ул. Коммуны до пр. Ленина) была закрыта для автомобильного и автобусного движения, однако уже в 1990-е годы движение было открыто вновь.
Закрытие автомобильного и автобусного движения по Кировке обострило транспортные проблемы центральной части города: ранее ул. Кирова была важной транспортной магистралью, связывавшей район Теплотехнического института и исторический центр города (набережную реки Миасс) с его нынешним центром (пл. Революции) и улицей Воровского, идущей в направлении Уфимского тракта. Кроме того, было закрыто движение транспорта по перекрёсткам ул. Кирова с улицами Коммуны и Карла Маркса. Это вызвало резкое увеличение плотности транспортных потоков по соседним улицам, что привело к постоянным пробкам.

## Кировка в искусстве
Весной 2010 года в Челябинском концертном объединении состоялась премьера первого авторского мюзикла в Челябинске «Кировка» (Либретто Константина Рубинского, музыка Владимира Ошерова). Мюзикл посвящён пешеходной Кировке, место действия — она же. В основе идеи мюзикла — придуманный авторами миф о том, что на один час в году бронзовые скульптуры на Кировке оживают. Мюзикл пользуется большой популярностью у челябинцев и гостей города.

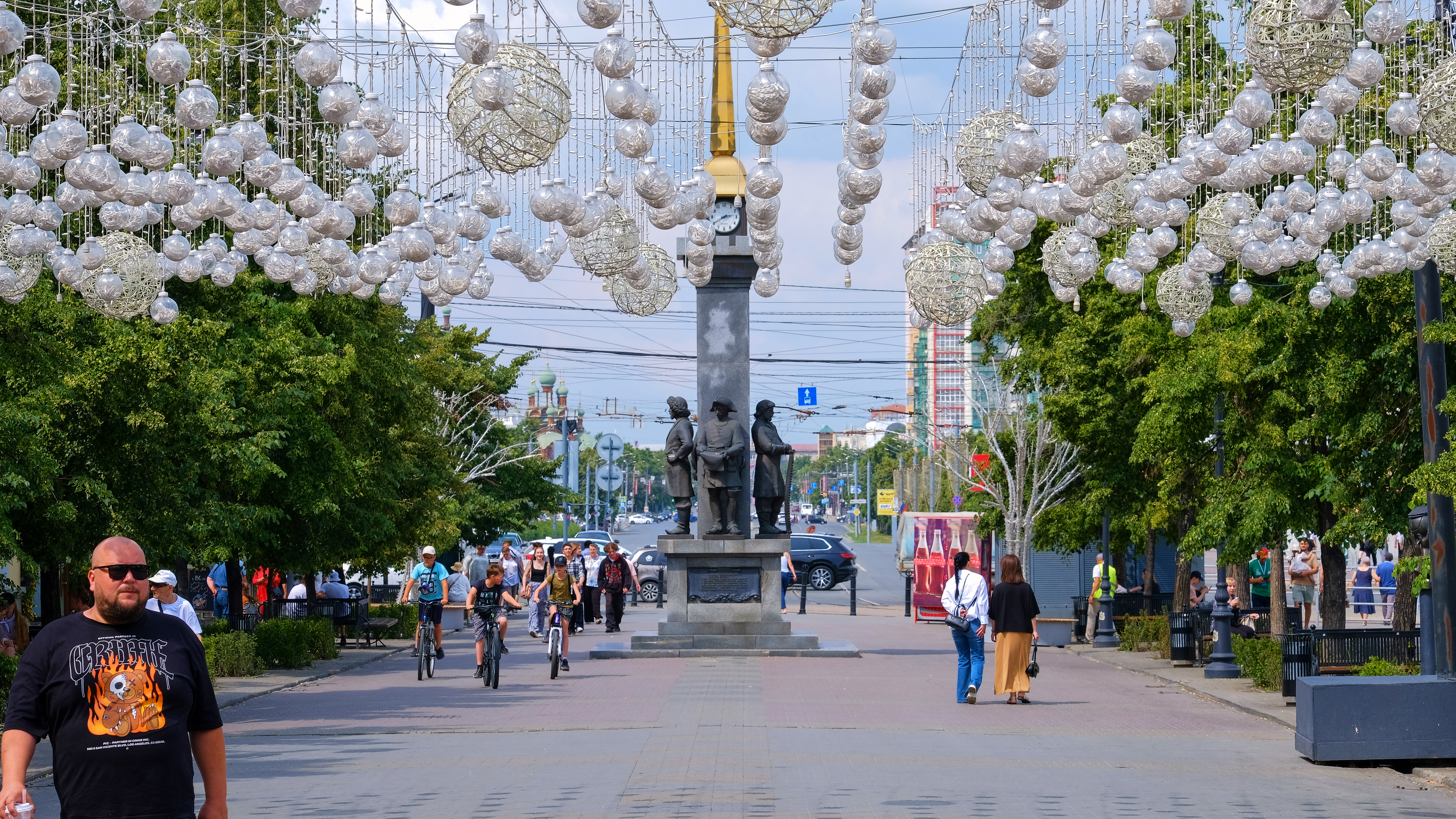
Начало «Кировки» и памятник «Основателям Челябинска»
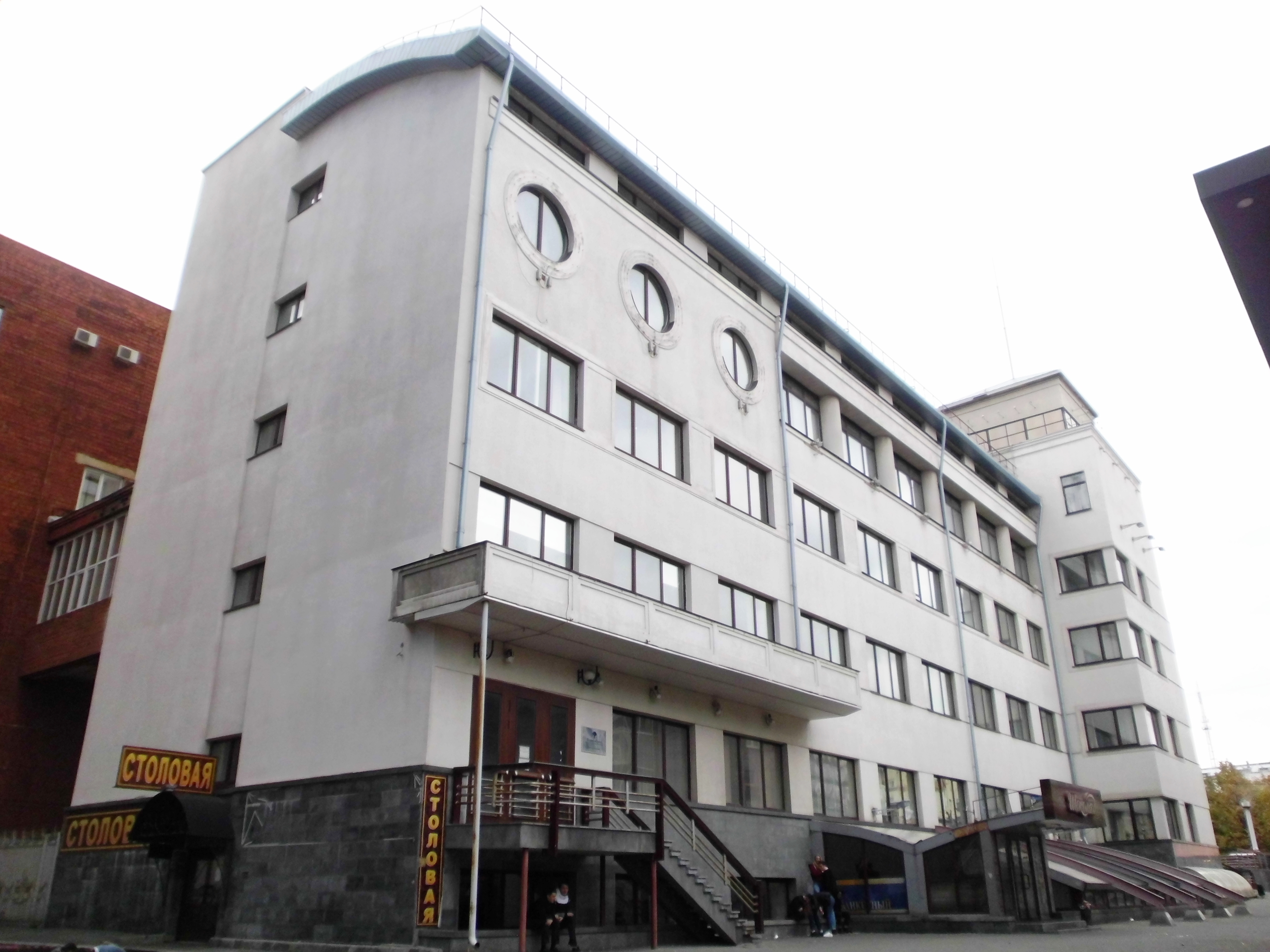
Главпочтамт (часть первого здания, Кирова, 161) и новое здание (красное, Кирова, 161в)
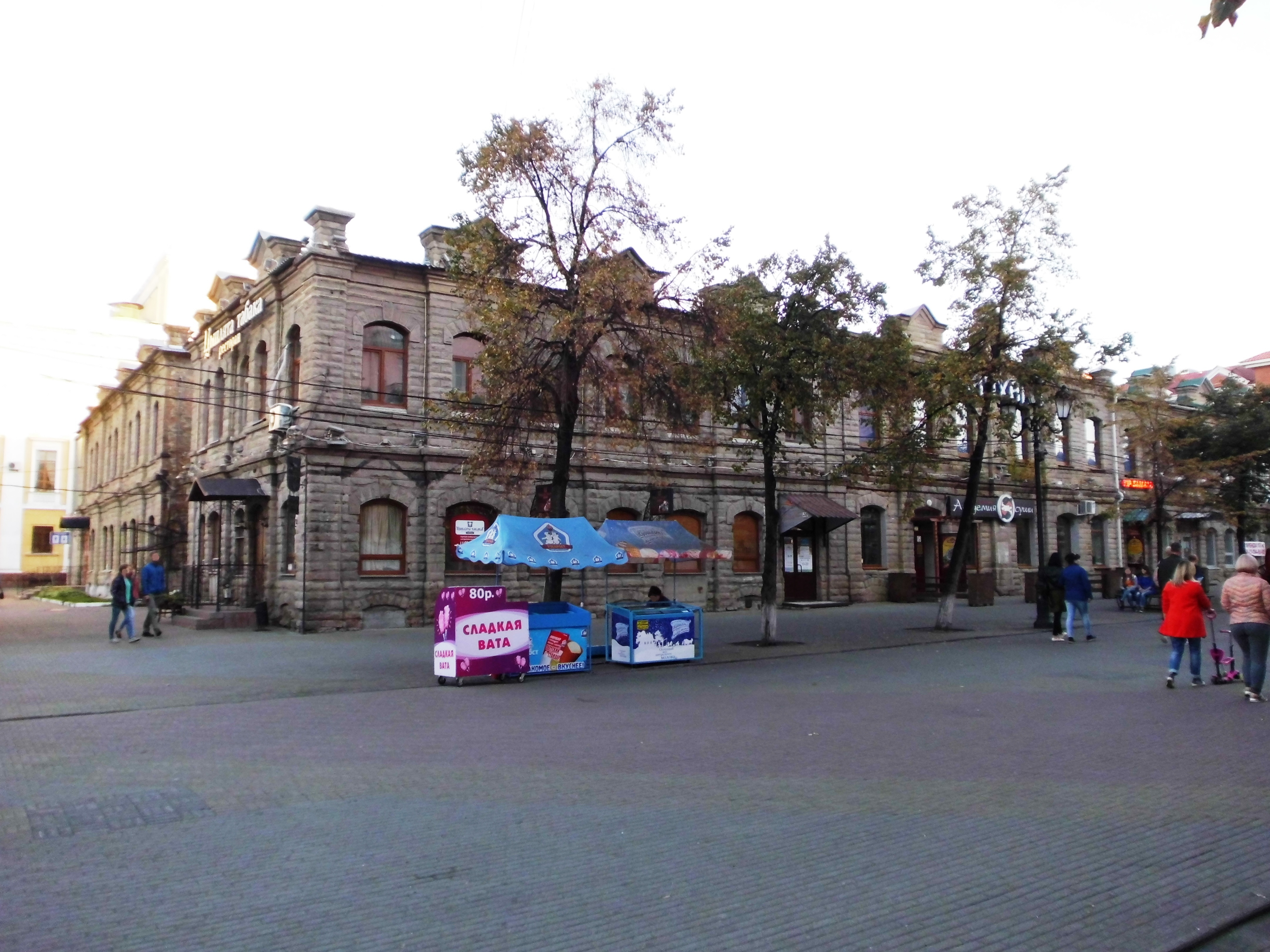
Доходные и жилой дома купца А.П. Холодова, Кирова, 139а, 139
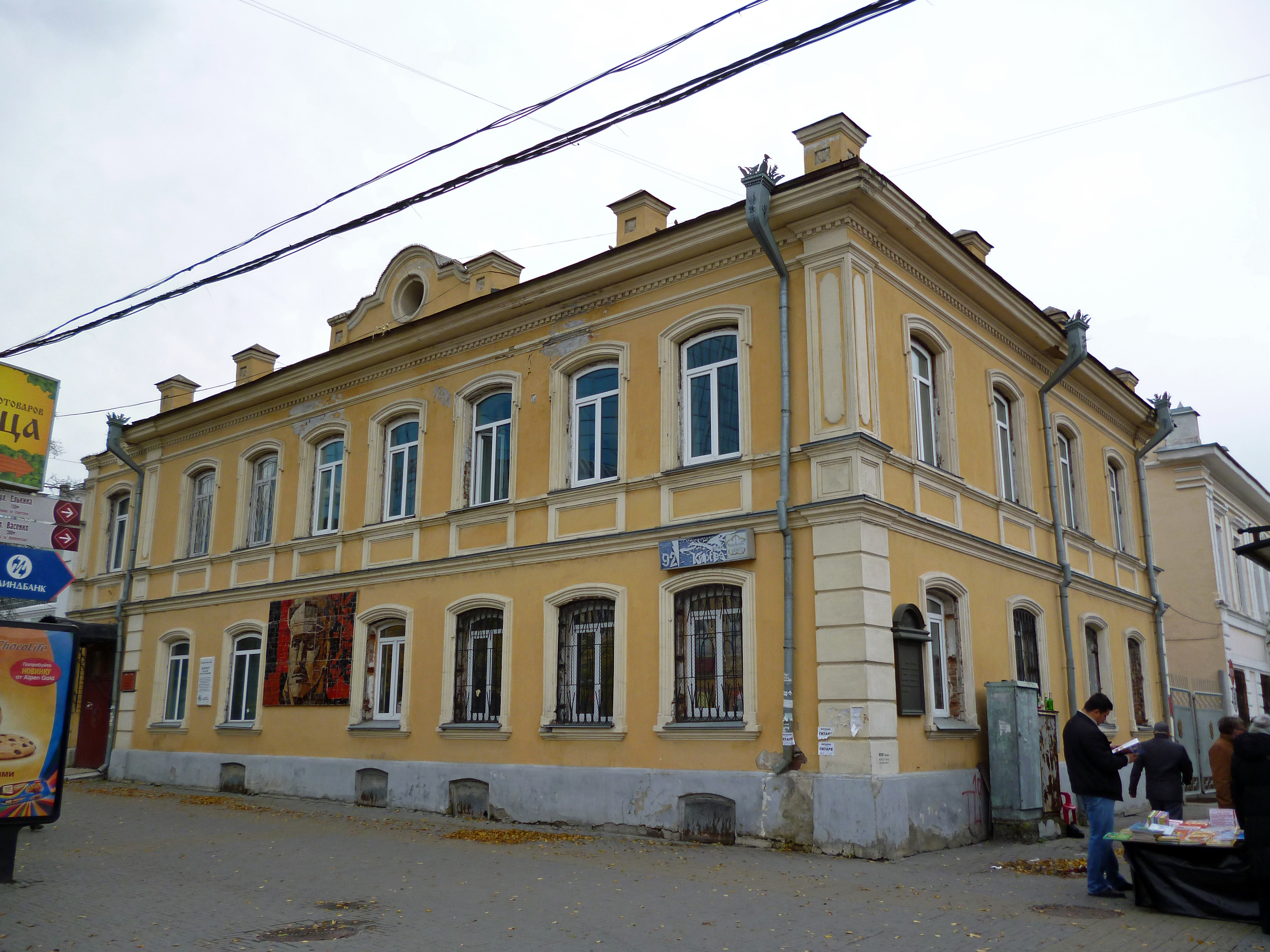
Дом купцов Злоказовых, в котором работал В.К. Блюхер, Кирова, 92
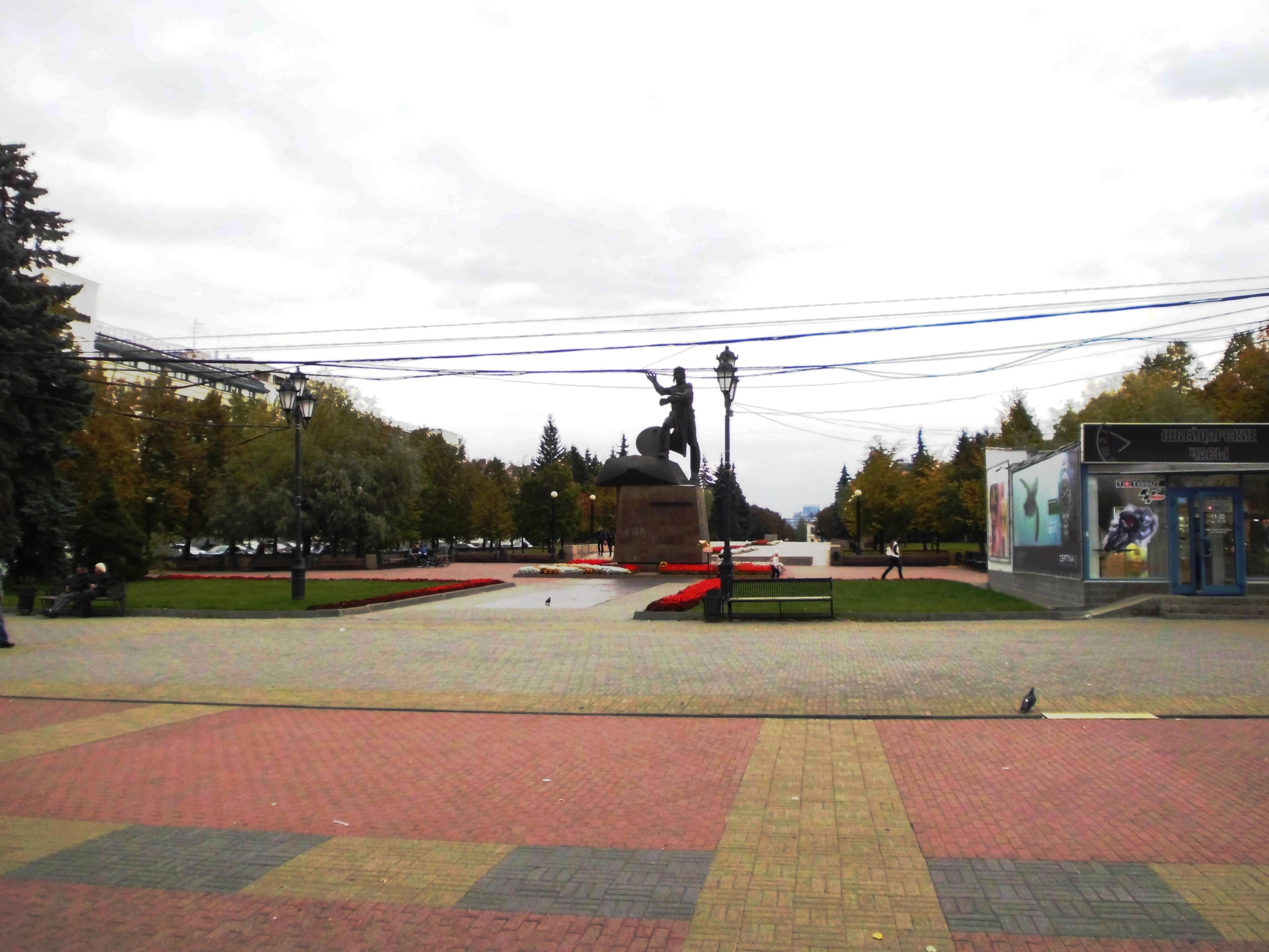
Памятник «Добровольцам-танкистам», начало бульвара Славы от «Кировки»
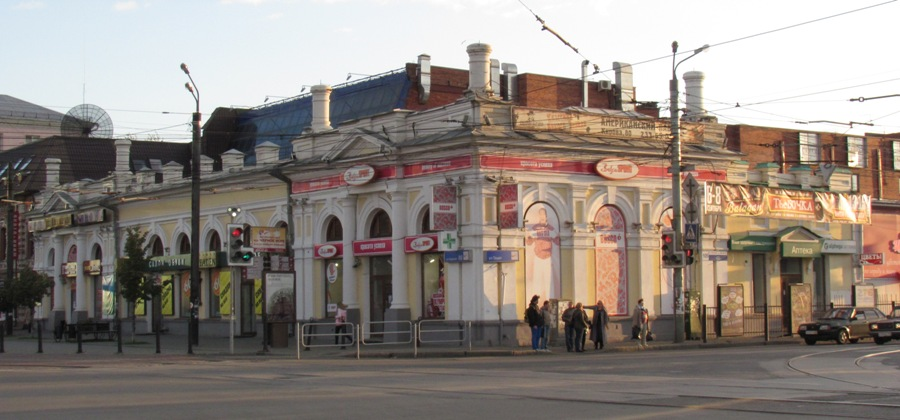
Магазин купца Стахеева, Кирова, 80 / Труда, 105
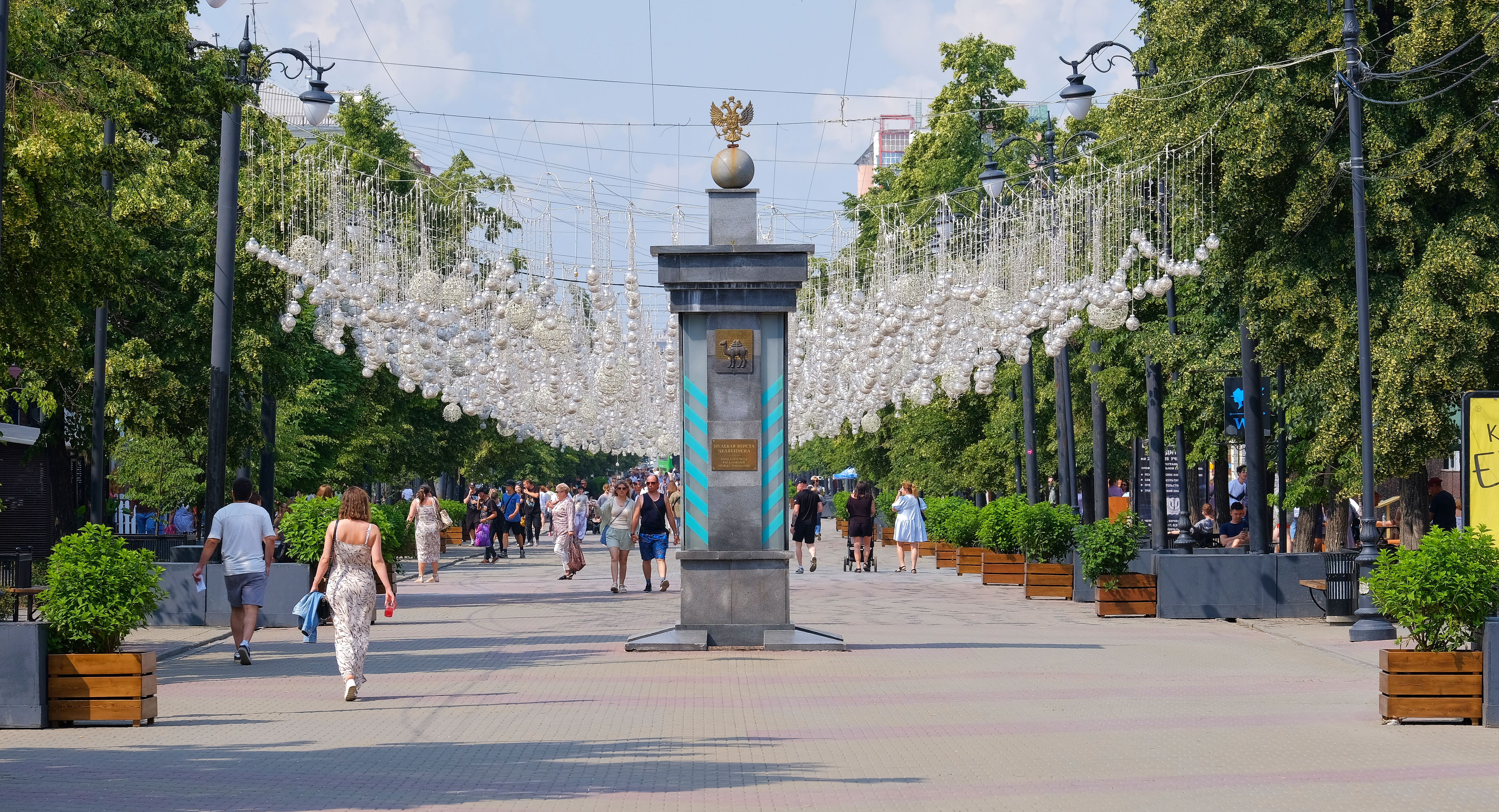
Нулевая верста